# Omán az 1992. évi nyári olimpiai játékokon
Omán a spanyolországi Barcelonában megrendezett 1992. évi nyári olimpiai játékok egyik részt vevő nemzete volt. Az országot az olimpián 2 sportágban 5 sportoló képviselte, akik érmet nem szereztek.

## Atlétika
Férfi
| Versenyző                   | Versenyszám | Előfutam | Előfutam | Előfutam | Negyeddöntő | Negyeddöntő | Negyeddöntő | Elődöntő | Elődöntő | Elődöntő | Döntő   | Döntő    |
| Versenyző                   | Versenyszám | Idő      | Hely.    | Össz.    | Idő         | Hely.       | Össz.       | Idő      | Hely.    | Össz.    | Idő     | Helyezés |
| --------------------------- | ----------- | -------- | -------- | -------- | ----------- | ----------- | ----------- | -------- | -------- | -------- | ------- | -------- |
| Ahmed el-Moamari Basír      | 100 m       | 11,58    | 8.       | 77.      | kiesett     | kiesett     | kiesett     | kiesett  | kiesett  | kiesett  | kiesett | kiesett  |
| Abdalláh Szalem el-Hálidi   | 200 m       | 22,48    | 8.       | 72.      | kiesett     | kiesett     | kiesett     | kiesett  | kiesett  | kiesett  | kiesett | kiesett  |
| Mohammed el-Málki           | 400 m       | 48,00    | 6.       | 53.      | kiesett     | kiesett     | kiesett     | kiesett  | kiesett  | kiesett  | kiesett | kiesett  |
| Abdalláh Mohammed el-Ánbári | 800 m       | 1:50,72  | 7.       | 39.      |             |             |             | kiesett  | kiesett  | kiesett  | kiesett | kiesett  |

## Sportlövészet
Férfi
| Versenyző       | Versenyszám       | Selejtező | Selejtező | Döntő   | Döntő    |
| Versenyző       | Versenyszám       | Pont      | Helyezés  | Pont    | Helyezés |
| --------------- | ----------------- | --------- | --------- | ------- | -------- |
| Halífa el-Hátri | Sportpuska, fekvő | 588       | 43.*      | kiesett | kiesett  |

* - négy másik versenyzővel azonos eredményt ért el